# Lenio Flacco
Marco Lenio Flacco (lat.: Marcus Laenius Flaccus; Brindisi, ... – ...; fl. 58-57 a.C.) è stato un mecenate che nella sua casa di Brindisi diede ospitalità a Cicerone in esilio.

## Biografia
Appartenente alla nobile famiglia Laenia di Brindisi, Marco Lenio Flacco aveva trasformato la sua casa, posta sulle colline settentrionali del porto, in un cenacolo di cultura: ospitava artisti, letterati, scienziati e poeti, tra cui Orazio (di cui forse era parente) e soprattutto l'amico fraterno M. Tullio Cicerone, in particolare in occasione del suo esilio dell'aprile del 58 a.C., conseguenza degli effetti della legge Clodia. 
Quando poi l'anno seguente il bando fu revocato, Cicerone poté rientrare in Italia e proveniente da Durazzo giunse a Brindisi - come narra lui stesso - il 5 agosto del 57: nel porto oltre ai suoi familiari e la figlia Tullia che festeggiava il compleanno, c'era anche Lenio Flacco: le accoglienze tributate al retore furono raddoppiate dal fatto che nella città quel giorno ricorreva anche l'anniversario della deduzione a colonia. 
In più occasioni nei suoi scritti l'oratore loda l'ospitalità e l'amicizia della famiglia Flacco. 
(Cicerone, Ad Familiares, XIV, 4.)
(Cicerone, Pro Sestio oratio, 131)

### Fonti
- M.T. Ciceronis, Epistulae ad Familiares, XIV, 4
- M.T. Ciceronis, In Pisonem oratio, 38
- M.T. Ciceronis, Pro Sestio oratio, 63
- M.T. Ciceronis, Pro Cneo Plancio oratio, 97
- M.T. Ciceronis, Ad Atticum, III, 4 e 6
- M.T. Ciceronis, Ad Atticum, IV, 1

### Letteratura
- Pasquale Camassa, Brindisini illustri, Brindisi 1909, pp. 10-11.
- G. Ferrero - C. Barbagallo, Roma antica, II, Firenze 1933, pp. 27-28.
- Alberto Del Sordo, Ritratti brindisini; presentazione di Aldo Vallone, Bari 1983, pp. 37-40.